# Стадлец
Стадлец (чеш. Stádlec) је насељено мјесто са административним статусом варошице (чеш. městys) у округу Табор, у Јужночешком крају, Чешка Република.

## Становништво
Према подацима о броју становника из 2014. године насеље је имало 563 становника.